# Neurokutane Erkrankung
Die Neurokutanen Erkrankungen (Synonym: Phakomatosen, Neuroectodermale Erkrankungen) sind charakterisiert durch Manifestationen an den beiden Organen Haut und Nervensystem. Die Klassifikation dieser Erkrankungsgruppe variiert je nach Lehrbuchautor.

## Varianten der Klassifikation
Das Lehrbuch der Neurologie von Mumenthaler (1979) definiert die Phakomatosen als Fehlbildungen an zentralem Nervensystem und Haut und zählt hierzu die Neurofibromatose Recklinghausen (NF), die Tuberöse Sklerose Bourneville-Pringle (TS), die Encephalo-Faciale Angiomatose Sturge-Weber (EFA) und die Retino-Zerebelläre Angiomatose Hippel-Lindau (RZA).
Das Lehrbuch der Neurologie von Delank (1994) definiert die neurokutanen Erkrankungen aufgrund von histologischen und embryologischen Überlegungen. Dort heißt es, die Phakomatosen seien dysplastisch-blastomatöse Entwicklungsstörungen, die ektodermale Strukturen betreffen und somit als neurokutane Erkrankungen auftreten. Dabei würden die ektodermalen Dysplasien zu Tumoren werden und hämangiomatösen Fehlbildungen seien mesenchymalen Ursprungs und somit sekundär aus ektodermalen Gewebe gebildet. Delank zählt zu den Phakomatosen ebenfalls NF, TS, EFA und RZA.
In Merrits Textbook of Neurology (1996) werden in dem Kapitel Neurocutaneous Disorders lediglich die Neurofibromatose Recklinghausen (eine congenitale Tumorerkrankung), die Encephalofaciale-/trigeminale Angiomatose Sturge-Weber-(Krabbe/Dimitri) (eine congenitale Gefäßfehlbildung), die Incontinentia Pigmenti Bloch-Sulzberger (eine congenitale eruptive Hauterkrankung) und die Tuberöse Sklerose Bourneville-Pringle (wiederum eine congenitale Tumorerkrankung) abgehandelt. Der Kapitelautor Arnold P. Gold gibt dabei für die Auswahl der Erkrankungen keine nähere Begründung an.
Das Lehrbuch der Neurogenetik von Rieß und Schöls (1998) diskutieren die Autoren V.F. Mautner und S.M. Pulst in dem Kapitel Phakomatosen die Neurofibromatose Typ 1 und Typ 2, die Tuberöse Sklerose und das Von-Hippel-Lindau-Syndrom mit dem Hinweis, bei den Phakomatosen handele es sich definitionsgemäß um Erkrankungen von Haut und Retina und die genannten Erkrankungen seien genetisch durch den Funktionsverlust von Tumorsuppressorgenen ausgezeichnet.
Das Lehrbuch der Augenheilkunde von Reim ordnet die Phakomatosen unter den erblichen Tumoren der Retina ein und erwähnt neben dem Retinoblastom die sog. Maulbeertumoren der Tuberöse Sklerose Bourneville und die Angiomatosis retinae der Retino-Zerebelläre Angiomatose Hippel-Lindau. Die Encephalo-Faciale Angiomatose Sturge Weber wird wegen ihrer Hämangiomen des Ziliarkörpers erwähnt und die Neurofibromatose Recklinghausen wegen ihrer Iris-Naevi (Lisch-Knötchen), die pathologisch als melanozytäre Hamartome charakterisiert sind.
Das Lehrbuch von Fitzgerald Dermatology in General Medicine (1987) macht dagegen eine großzügige Definition, sodass dort unter dem Stichwort Neurokutane Erkrankungen zahlreiche Störungen aufgelistet werden.
Zunächst wird eine Einteilung vorgeschlagen, die möglichst wenig restriktiv ist. Die Ursachen für die Probleme bei der Katalogisierung der Erkrankung wird in diesem Artikel weiter unten diskutiert.

## Hauptklassifikationen
Pragmatischerweise sollten Neurokutane Erkrankungen in vier Gruppen unterteilt werden:
1. Kongenitale Erkrankungen und Entwicklungsstörungen
2. Krankheiten, die auf Haut und Nervensystem wirken (Phenylketonurie, Homocystinurie)
3. Nervenkrankheiten mit Hauterscheinungen (Herpes Zoster, Syringomyelie)
4. Hautkrankheiten mit neurologischen Symptomen (Melanom, Tetanus, Tollwut)

## Untergruppen der neurokutanen Erkrankungen
Die erste Untergruppe ist die größte und wird wieder mehrfach untergliedert:
Zu den kongenitalen, gutartigen Tumoren bei neurokutanen Erkrankungen zählen:
- die Neurofibromatose Typ I Recklinghausen:
- das Legius-Syndrom, veraltet: Neurofibromatose 1-ähnliches Syndrom
- die Tuberöse Sklerose Bourneville-Pringle
- die retinale und cerebelläre Hämangioblastose Hippel-Lindau

Zu den kongenitalen Gefäßfehlbildungen bei neurokutanen Erkrankungen zählen:
- die Angiomatose des Gesichtes (craniofacial oder trigeminocranial) Sturge-Weber-Dimitri
- die retinale und cerebelläre Hämangioblastose Hippel-Lindau
- die Morbus Osler Osler-Rendu-Weber
- die Ataxia teleangiectatica Louis-Bar

Zu den kongenitalen eruptive Erkrankungen der Haut mit Beteiligung des Nervensystems zählen:
- die Incontinentia Pigmenti Bloch-Sulzberger
- die Epidermolysis bullosa

Zu den kongenitalen Pigmentierungsstörungen mit unüblicher Entwicklung des Nervensystems zählen:
- das Waardenburg-Syndrom
- das Syndrom des riesigen pigmentierten Nävus mit Beteiligung von Meningen und malignem Melanom

Zu den kongenitalen Ichthyosen, Xerodermien und Hyperkeratosen mit Beteiligung des Nervensystems zählen:
- das Laubenthal-Syndrom (Xerodermie und Ataxie)
- das Stewart-Syndrom (Ichthyose, Retinitis, Muskelatrophie)
- das Sjögren-Larsson-Syndrom (Ichthyose und spastische Paraplegie)
- das Refsum-Syndrom (Hypertrophe Polyneuropathie, Retinitis pigmentosa, cerebellaäre Ataxie)

Zu den entwicklungsbedingten neurokutanen Störungen zählt man üblicherweise
- die Spina bifida

Zu den kongenitalen somatischen Störungen mit chromosomalen Besonderheiten  und Veränderungen von Haut und Nervensystem zählen unter anderem:
- Turner-Syndrom
- Down-Syndrom
- Klinefelter-Syndrom

## Geschichte
Der Name des Synonyms Phakomatose leitet sich von dem griechischen Wort phakos (Linsenfleck) ab. Er wurde eingeführt von I. van der Hoeve zur Beschreibung der Retina-Läsionen bei Patienten mit einer Tuberösen Sclerose.

## Prinzipien der Klassifikation
Im Anschluss an die Überlegungen von Raymond Adams in Fitzgerald u. a. können im Prinzip vier verschiedene Gruppen von neurokutanen Erkrankungen unterschieden werden. Die erste Gruppe klassifiziert die Erkrankungen nach histologischen und pathogenetischen Beziehungen. Die Zweite geht von einem gemeinsamen Schädigungsmechanismus aus (Mangelzustände oder Stoffwechselstörungen, die gleichzeitig beide Organsysteme schädigen: Pellagra, Kretinismus). Die Dritte beschreibt Erkrankungen, bei denen eine primäre Störung des Nervensystems vorliegt und sekundäre Folgen an der Haut zeitigt (trophische Störungen der Haut bei einer PNP) und die Vierte beschreibt im Gegenzug Erkrankungen, bei denen eine primäre Störung der Haut vorliegt, die sekundäre Folgeschäden am Nervensystem nach sich zieht (ein virales Exanthem, das eine Enzephalitis verursacht).

## Pathogenetische Mechanismen
Es können sechs verschiedene pathogenetische Mechanismen unterschieden werden:
- Störungen im Verlauf der Embryonalentwicklung, die die Zellen der Neuralleiste betreffen.
- Störungen der Beziehung zwischen Schwannschen Zellen und endoneurialen Fibroblasten.
- Störungen der Melanozyten
- Entwicklungsstörungen von Gefäßen in Haut und Nervensystem.
- Störungen der Beziehung zwischen Adipozyten und Nervenzellen.
- Metabolische Erkrankungen, die Hautzellen und Nervenzellen betreffen.

## Die Gruppe der Neurofibromatosen
Es gibt vier verschiedene Unterformen der Neurofibromatose:
- die periphere Neurofibromatose Typ I (Hyperpigmentierung und Neurofibrome)
- die zentrale Neurofibromatose Typ II (beidseitige Akustikusneurinome im Alter von 20 Jahren)
- die Segmentale Neurofibromatose (klinisch wie die NF Typ I, aber beschränkt auf ein Körpersegment)
- die Kutane Neurofibromatose mit Hauttumoren ohne weitere klinische Manifestationen

Die Neurofibromatose Typ I war die erste erbliche Tumorerkrankung, deren molekularer Mechanismus aufgeklärt wurde. Das Gen konnte erst kloniert werden, nachdem man die Patientenpopulationen mithilfe des diagnostischen Kriteriums der Lisch-Knötchen homogenisiert hatte. Lisch-Knötchen gibt es nur bei der NF Typ I. Diese Tatsachen beeinflussen das klinische Bild und den Verlauf der Erkrankung.